# وعد (مسلسل)
وعد  مسلسل تلفزيوني مصري عرض في رمضان 1437هـ/2016 م.

## قصة المسلسل
تدور أحداث المسلسل حول «وعد» وهي متزوجة من الدكتور«سليم» زواج صالونات فتمل من انشغاله الزائد عنها في عمله وتذهب في رحلة إلى تايلاند. فتقابل«يوسف المصري» ويتعلق كل منهما بالآخر، وتخبئ انها متزوجة، وعندما يصارحها بحبه ويعرض عليها الزواج تفر منه وتعود إلى مصر، فيلحق بها إلى مصر ويقعد مع اخته في بيتها فيكتشف أنها متزوجة ويتأكد انها لا تحب زوجها وتحبه هو، فيحاول إقناعها بالطلاق من زوجها والزواج منه وعندما ييأس منها يقرر التعرُّف على الدكتور سليم بحجة شغله وشغل زوجها فيتعرف على اخت الدكتور سليم ويخطبها غيظا في وعد وتتوالى الأحداث.

## بطولة
- مي عز الدين: وعد
- أحمد صلاح السعدني: يوسف المصري
- حازم سمير: الدكتور سليم فياض
- سهر الصايغ: الدكتورة رانيا
- حسن حسني: المستشار السابق نبيل
- كارمن لبس: فريدة أم وعد
- هند رضا: مروة صديقة وعد
- يوسف عثمان: نبيل/بيلى
- ملك قورة: مايا أخت الدكتور سليم
- حسام داغر: سعيد زميل الدكتور سليم
- راندا البحيري: الممرضة رضا
- سميرة مقرون: كرمة أخت يوسف المصري
- حمدي الميرغني: عظيمة المتين
- رانيا ملاح: دانييلا
- سليمان عيد: مطاوع
- عمرو عابد: وليد
- شهد سامي: زميلة الدكتورة مايا
- ماجدة منير: أم الدكتورة رانيا

## أصداء عن العمل
- جرى تصوير بعض مشاهد المسلسل في تايلاند[3] والباقي في مصر.
- كان الفنان خالد سليم المرشح الأبرز لبطولة العمل مع الفنانة مي عز الدين.[4]
- يعتبر هذا العمل التعاون الثاني بين الفنانة مي عز الدين وصديقها الفنان أحمد صلاح السعدني وكذلك التعاون الثاني مع معظم نجوم مسلسل (حالة عشق) والمخرج (إبراهيم فخر)[5]،[6]
- بدأ بكتابة المسلسل الكاتب (أيمن سلامة) تحت اسم (وعد)، إلا إنه اعتذر عن استكمال الحلقات بسبب خلافات في وجهات النظر الفنية، فتم اختيار الكاتب (محمد سليمان عبد الملك) بدلا منه وتقرر اختيار اسم (حنين) للمسلسل، إلا أنه تم العدول عنه والعودة لإسم (وعد).
- عرض دور الدكتور سليم زوج مي عز الدين على الفنان التونسي ظافر العابدين لكنه ٱعتذر عن الدور لتعاقده على بطولة مسلسل الخروج.[7]
- آعتذرت الفنانة التونسية سامية الطرابلسي عن المشاركة في المسلسل رغم تعاقدها بسبب طبيعة الدور المسند إليها والذي رأت على حد قولها أنه لا يرضى طموحاتها.[8]